# Морозини, Марино

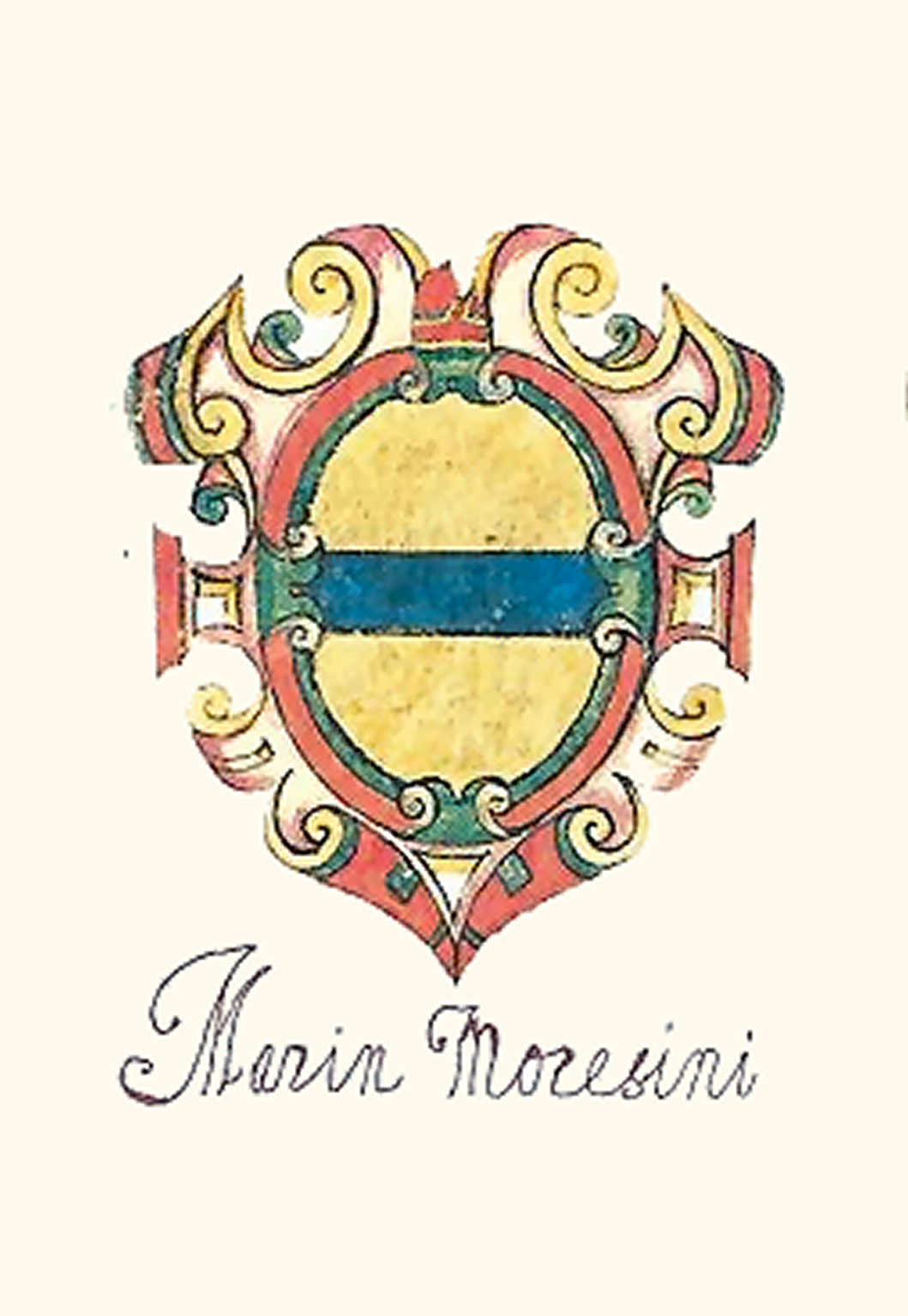
Герб дожа

Марино Морозини (итал. Marino Morosini) (1181—1253) — 44-й венецианский дож, представитель знатного рода Морозини.

## Биография
Морозини был избран дожем в возрасте 68 лет. В момент избрания он занимал должность прокуратора Сан-Марко. В течение своей жизни Морозини был правителем Кандии, был одним из послов на Втором Лионском соборе.
Морозини был женат, однако не имел детей, кроме одного сына, приёмного.
Во время правления дожа Республика находилась в состоянии мира. Венеция практически не участвовала в крестовом походе под предводительством Людовика IX.
В отношениях со Святым Престолом, Венеция сделала некоторые уступки и разрешила присутствовать в государстве суду инквизиции. При этом она оставила за собой право назначать судей.
Марино Морозини умер 1 января 1253 года.

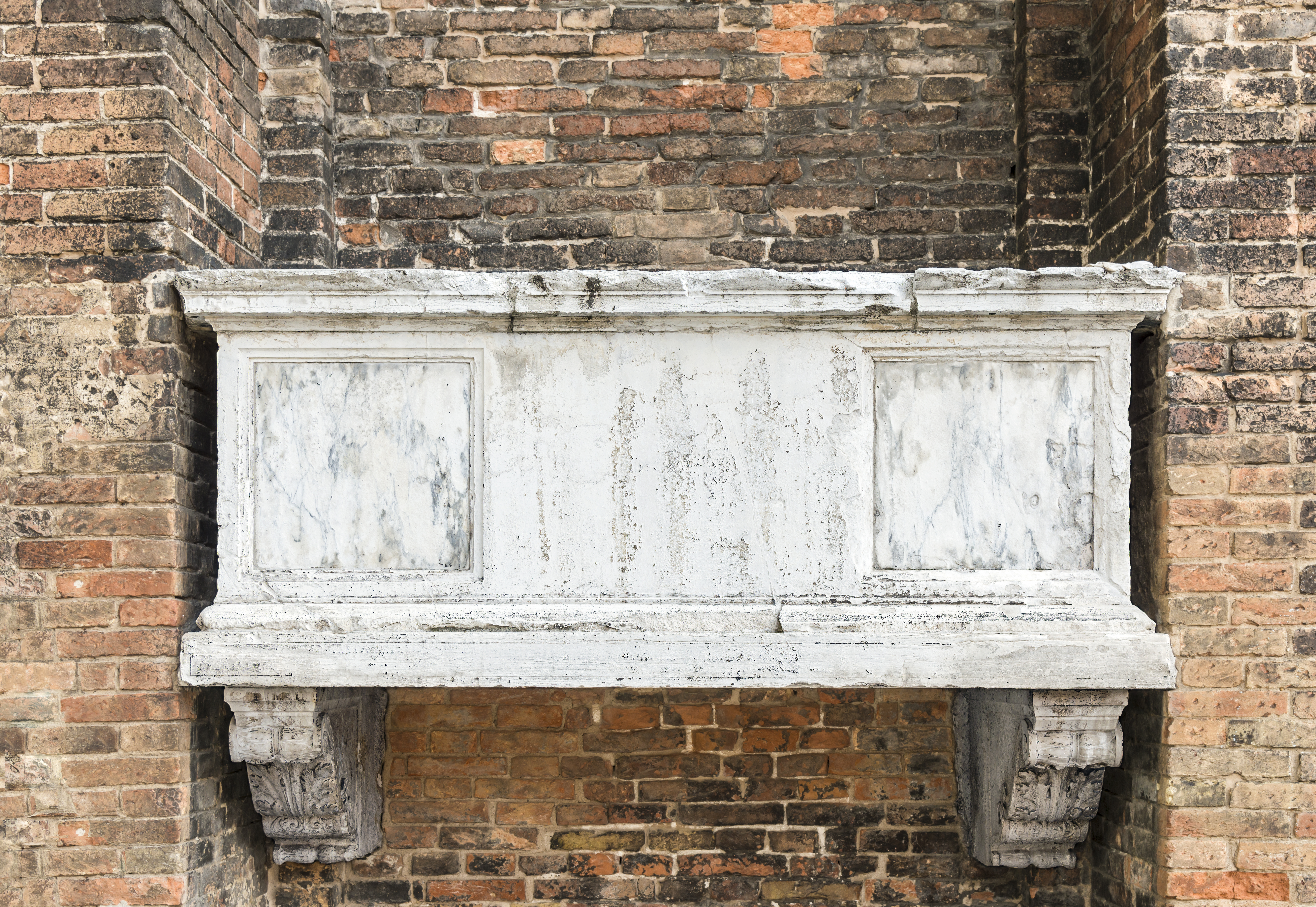
Гробница дожа в Санти-Джованни-е-Паоло